# Лунн, Лукас
Лу́кас Лунн Пе́дерсен (дат. Lucas Lund Pedersen; род. 19 марта 2000, Bruunshåb, Центральная Ютландия) — датский футболист, вратарь клуба «Виборг».

## Клубная карьера
Лунн — воспитанник клуба «Виборг». 26 июля 2019 года в матче против «Роскилле» он дебютировал в Первом дивизионе Дании. В 2021 году Лукас помог клубу выйти в элиту. 18 июля в матче против «Норшелланна» он дебютировал в датской Суперлиге. 